# Znamenskij rajon (Oblast' di Orël)
Lo Znamenskij rajon (in russo Знаменский район?) è un municipal'nyj rajon dell'Oblast' di Orël, nella Russia europea; il capoluogo è Znamenskoe. Istituito il 1985, ricopre una superficie di 817 chilometri quadrati e consta di una popolazione di circa 6.000 abitanti.